# Manuel Barenboim Segal
Manuel Barenboim Segal (Buenos Aires, 23 de septiembre de 1985) es un director audiovisual y animador argentino radicado en Nueva York. Actualmente es profesor de diseño en la David Geffen School of Drama de la Universidad de Yaley encabeza la dirección creativa del estudio Motion Principles, del cual también es fundador.

## Trayectoria
Manuel Barenboim Segal nació en Buenos Aires, Argentina, en 1985. Comenzó su formación académica en Arquitectura en la Universidad de Buenos Aires, y más tarde cursó estudios de animación en la Universidad del Cine. En 2010 se trasladó a Los Ángeles para realizar una Maestría en Animación Experimental en el California Institute of the Arts (CalArts).
Su trabajo como director y animador se caracteriza por el uso de técnicas mixtas que combinan animación digital, dibujo a mano, stop-motion y collage. Ha colaborado con instituciones culturales como el MoMA de Nueva York, donde participó en la producción de animaciones para piezas audiovisuales sobre colecciones y archivos del museo.
Barenboim Segal también ha contribuido a producciones escénicas como diseñador audiovisual, con trabajos proyectados en escenarios internacionales como el Lincoln Center de Nueva York, la Ópera de Sídney y la Ópera de Los Ángeles.
Desde 2018, es docente en la David Geffen School of Drama de la Universidad de Yale, donde imparte cursos de animación experimental y narrativa visual.
Su trabajo ha sido objeto de atención en medios especializados como Village Voice y Paper Magazine.

## Filmografía seleccionada
- Here Be Dragons (2022) – Animación experimental, 7 minutos
- Cocoon Redux (2017) – Moda y animación, 3 minutos
- Tributo a Rafael Viñoly + Lanzamiento de la Viñoly Foundation (2023) – 7 minutos 43 segundos

## Premios y reconocimientos
- Sins of My Father (2009) – Premio Telly al mejor uso de animación
- Cocoon Redux (2017) – Mejores efectos visuales, Seattle Fashion Film Festival